# 大地詩刊
《大地詩刊》為創刊於1972年9月1日的台灣純文學刊物，內容主要為以中文現代詩發表為主。創刊地點為位於台灣台北市的大地詩社，延續星座詩社發行基調，成為1970年代台灣現代詩進步的重要指標，後主要參與人員陳慧樺、李弦、余光中、陳芳明亦成為台灣現代詩主要的貢獻者。

## 詩刊及詩社活動
大地詩社在1972年6月15日台北市成立，由陳慧樺、林鋒雄等人組成。大地詩刊(雙月刊)在同年9月創刊，由大地詩社出版，第2期起，改由文馨出版社出版；第7期起，以季刊形式發行，共出刊19期，在1977年1月停刊。1978年該物更名為「大地文學」半月刊，由大地文學編委會主編、國家出版社出版，共出刊2期。1982年已停刊3年的《大地文學》復刊，由大地詩社出版。
1976年3月詩社編輯的《大地之歌》，由東大圖書公司出版。這本書的〈序〉充份表現該社的創社目的，因為當中提到：「我們認為，要使文學在整體文化中佔著重要的地位，關懷家國、帶動社會，就必需藉助於文學活動，在遠大的理想之下，發揮強大的影響力。」。

## 成員
大地的成員有王浩、王潤華、古添洪、李弦、余中生、林鋒雄、林錫嘉、林明德、秦嶽、陳黎、何錡章、吳德亮、翁國恩、淡瑩、黃郁銓、陳德恩、童山、翔翎、藍影、鍾義明、蘇凌等人。這些詩人「不排斥西化的橫向移植，並主張在這個基礎上注入中國傳統文化和從現實取得必要的滋潤」。該社主要成員是由政大、師大、文化大學的校友組成，這些人在大學時代多是「星座」(政大)、「噴泉」(師大)、「華崗」(文化)詩社的成員。本省、外省、華僑詩人都有。

## 評價
台灣文學評論者趙天儀在〈新生代在詩壇的崛起與挑戰〉一文，肯定這個詩社，認為：該社是新生代詩社中相當團結、潛力巨大的一個；並且認為成員「在詩的創作上，其潛能的發揮，還有待續的努力」。